# Hermann Blazejezak
Hermann Blazejezak (Alemania, 3 de junio de 1912-13 de enero de 2008) fue un atleta alemán especializado en la prueba de 4x400 m, en la que consiguió ser campeón europeo en 1938.

## Carrera deportiva
En el Campeonato Europeo de Atletismo de 1938 ganó la medalla de oro en los relevos de 4x400 metros, llegando a meta en un tiempo de 3:13.7 segundos que fue récord de los campeonatos, por delante de Reino Unido y Suecia (bronce).